# Russula subsect. Puellarinae
Russula subsect. Puellarinae ist eine Untersektion aus der Gattung Russula, die innerhalb der Sektion Tenellae steht. Die Untersektion Puellarinae wurde von R. Singer in die Täublingssystematik eingeführt. Die Typart der Untersektion ist Russula puellaris, der Milde Wachstäubling.

## Merkmale
Die Untersektion Puellarinae enthält kleine bis mittelgroße, zerbrechliche Täublinge mit bisweilen leicht gebuckeltem Hut, der schon bald niedergedrückt ist. Der Hutrand ist stumpf (bis fast stumpf), die Huthaut kahl, selten mit weißen flüchtigen Flöckchen besetzt oder dichtkörnig. Sie ist schmierig und von sehr variabler Färbung. Meist ist sie überwiegend purpurn, lila oder bräunlich gefärbt, seltener rot oder orange und zeigt nur wenige grünliche Töne. Der Stiel neigt zum Gilben. Auch das Fleisch gilbt oft und schmeckt meist ganz mild. Das Sporenpulver ist cremefarben bis blass ocker und nur selten gelblich. Die Huthaut enthält Zystiden. Vom Erscheinungsbild her ähneln alle Arten dem Milden Wachstäubling, der zugleich die Typart der Untersektion ist.
Nach Romagnesi und Bon handelt es sich bei den Vertretern der Puellarinae ausschließlich um Arten des Laubwaldes. Der Stiel ist meist bald hohl und fast immer rein weiß. Bei Bon haben die Arten keinen oder nur einen sehr schwachen Geruch. Stärker fruchtige oder nach Geranien riechende Arten stellt er in die Untersektion Odoratinae.

### Systematik
Die Untersektionen der Puellarinae von Romagnesi und Bon stimmen weitgehend überein, nur dass Bon die stärker fruchtig riechenden Arten in der Untersektion Odoratinae zusammenfasst. In beiden Fällen stehen die Puellarinae innerhalb des Taxons Tenellula, das bei Bon den Rang einer Sektion und bei Romagnesi den Rang einer Untergattung hat. Bei Singer ist die Untersektion Puellarinae Teil der wenig einheitlichen und sehr weit gefassten Sektion Rigidae.
Molekularbiologische Analysen zeigen, dass die Arten der Sektion nahe miteinander verwandt sind, innerhalb der Sektion lassen sich aber keine Untergruppen finden, die mit den beschriebenen Untersektionen übereinstimmen. Auch die Mykorrhiza-Anatomie hilft hier nicht weiter, da die Ektomykorrhizen aller Arten aus den Sektionen Tenellae und Insidiosinae kaum voneinander zu unterscheiden sind. Alle Arten besitzen mehr oder minder stark ineinandergreifende Mantelzellen, die pseudoparenchymatisch miteinander verwoben sind. Außerdem haben sie alle Sulfovanillin-positive gloeoplere Zellen.
Eine Abgrenzung der Odoratinae von den Puellarinae, wie sie Bon vornimmt, scheint daher wenig sinnvoll.
| Deutscher Artname                                                                       | Wissenschaftlicher Artname | Autor               |
| --------------------------------------------------------------------------------------- | -------------------------- | ------------------- |
| Eleganter Täubling                                                                      | Russula elegans*           | Bres. (1881)        |
| Milder Wachstäubling                                                                    | Russula puellaris          | Fr. (1838)          |
| Einfarbiger Täubling                                                                    | Russula unicolor           | Romagn. (1967)?     |
| Vielfarbiger Täubling                                                                   | Russula versicolor         | Jul. Schäff. (1931) |
| Mit einem Stern (*) gekennzeichnete Täublinge sind nicht allgemein als Arten anerkannt. |                            |                     |